# Phylakos (Sohn des Deion)
Phylakos (altgriechisch Φύλακος Phýlakos), Sohn des Deion und der Diomede, ist eine Gestalt der griechischen Mythologie.
Er gilt als Gründer der thessalischen Stadt Phylake oder von Phylakia in Attika. Seine Geschwister waren Ainetos, Aktor, Kephalos und Asteropeia. Als Gemahl der Klymene wurde Phylakos Vater des Iphiklos und der Alkimede. Irrtümlich wird er auch manchmal als Vater des Protesilaos genannt.
Am bekanntesten wurde die Legende um seinen Sohn Iphiklos. So soll Phylakos gerade beim Kastrieren der Böcke gewesen sein, als er den Knaben bei einer unzüchtigen Handlung ertappte. Zornig drohte der Vater ihm mit dem Messer; in einer Variante soll er ihn gar an den Schamteilen verletzt haben. Iphiklos lief davon, und Phylakos stieß das blutige Messer in einen Baum, wo es einwuchs. Als der Junge zum Mann wurde, stellte sich heraus, dass er unfruchtbar war. Da kam eines Tages der Seher Melampus nach Phylake, um Rinder von Iphiklos zu kaufen. Er hörte von dem Problem und riet, Iphiklos zehn Tage lang Wein trinken zu lassen, welcher mit dem Rost jenes Messers vermischt war. Die Kur verlief erfolgreich, und Melampus erhielt zum Dank die Rinder.